# Peccati d'estate
Peccati d'estate è un film del 1962 diretto da Giorgio Bianchi e Gino Brosio.

## Trama
Carlin, ricco industriale milanese, non rifugge dalle avventure extraconiugali. La moglie, venuta a conoscenza delle libertà che il marito si prende, decide di riportarlo sulla retta via, e per farlo ingelosire trasforma le proprie abitudini: si veste con molta ricercatezza, frequenta locali alla moda e finge di accettare la corte di un giovane medico. Ben presto Carlin nota questo pericoloso cambiamento; essendo sempre innamorato della moglie, torna a lei, abbandonando le pericolose abitudini.